# Condomi

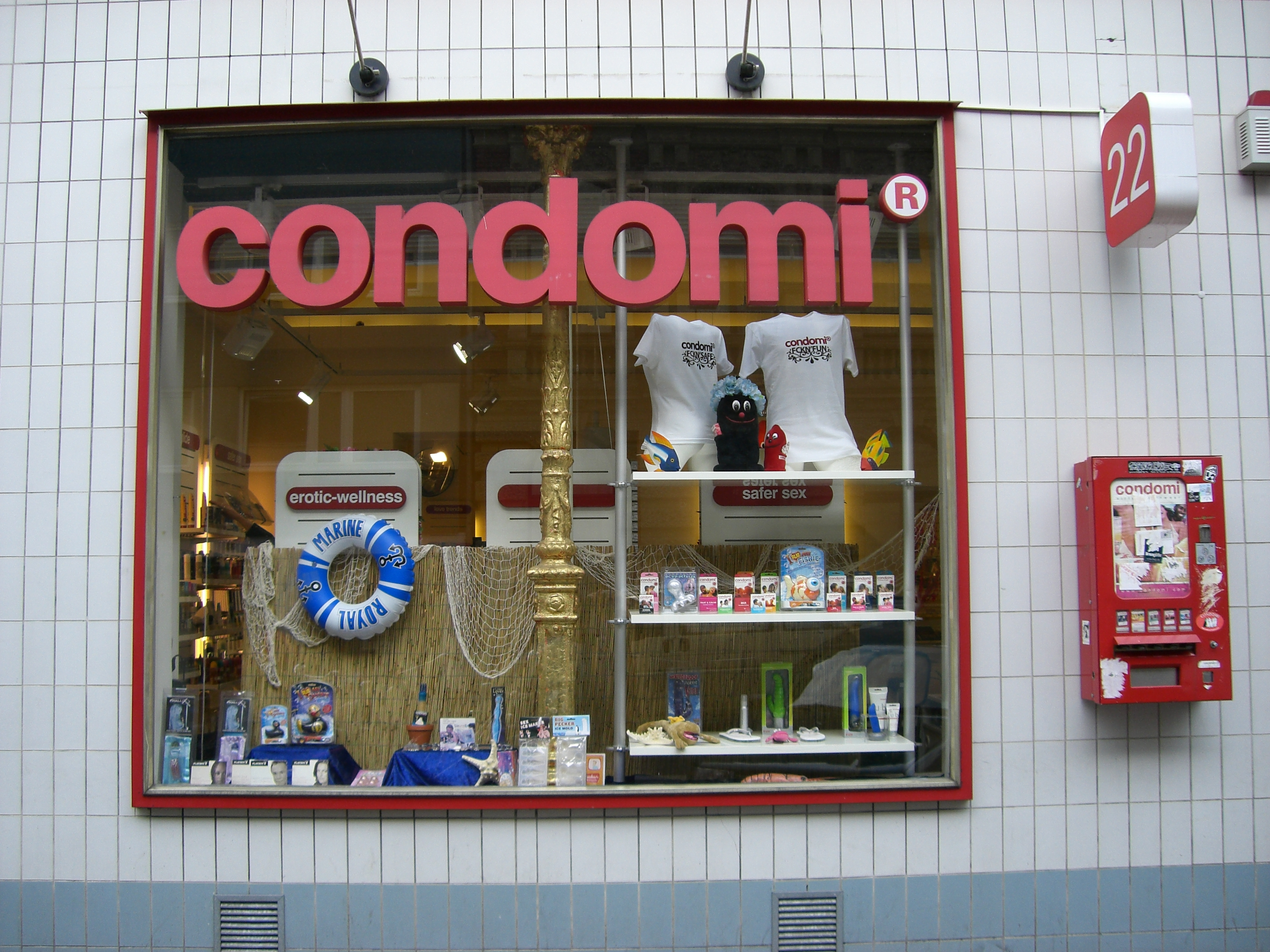
Ladengeschäft in Köln

condomi ist ein Kondomhersteller aus Köln. Heute gehört der Markenname der Ansell GmbH, eines deutschen Tochterunternehmens des australischen Ansell-Konzerns, mit Büro in Köln, Sitz in München und einer Produktionsstätte in Erfurt.

## Geschichte

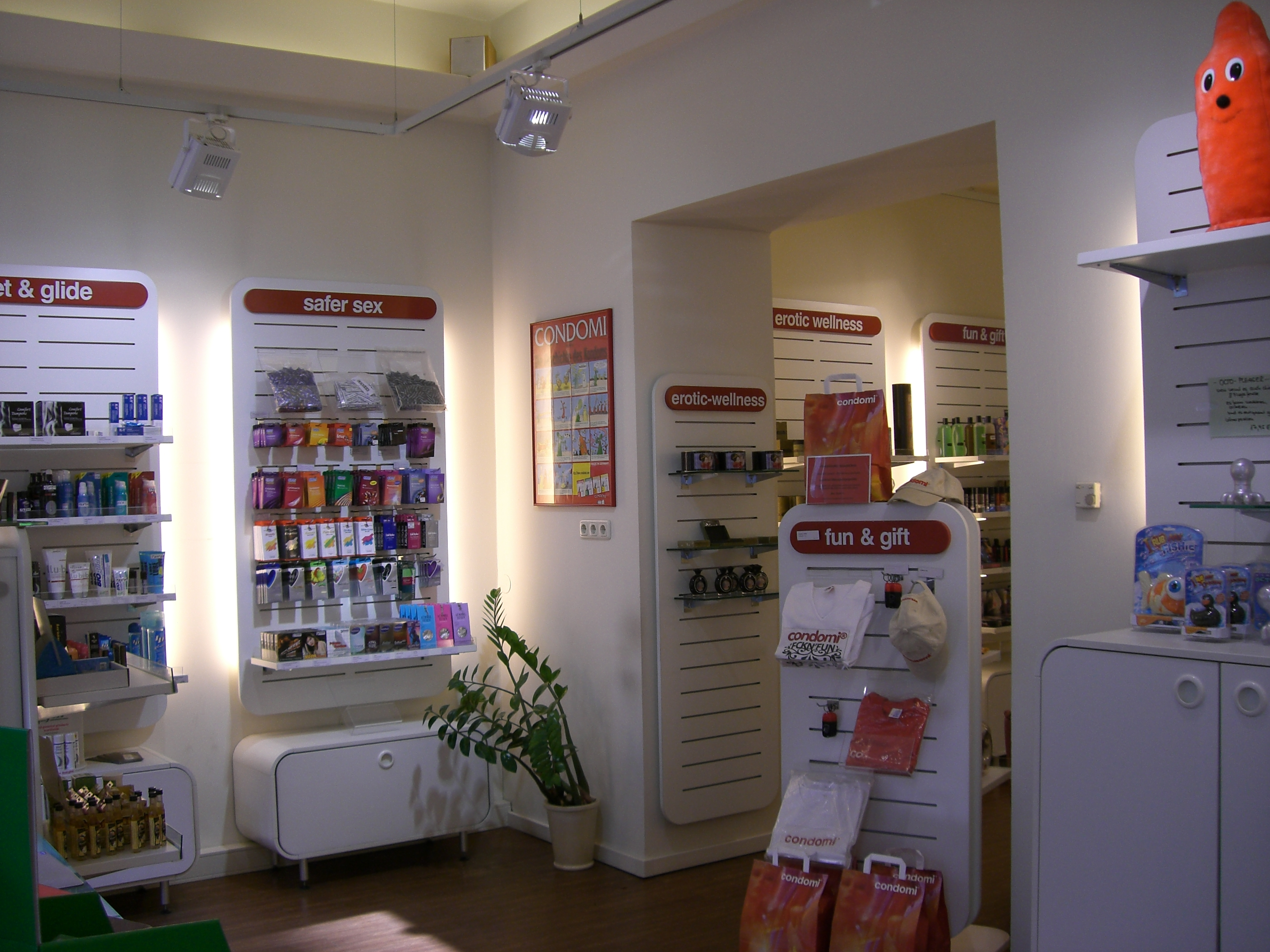
condomi-Ladengeschäft in Köln, Innenansicht

Oliver Gothe, Peter Klandt und Peter Ruchatz gründeten 1988 während ihres Zivildienstes das Unternehmen. Mit dem condomi-Ladengeschäft in Köln entstand das erste Spezialgeschäft für Kondome in Deutschland. Durch Franchising expandierte condomi schnell erst innerhalb Deutschlands, dann auch ins Ausland (Spanien, Österreich, Griechenland). Die condomi Gothe & Partner GmbH wurde 1993 gegründet. 1997 übernahm condomi mit der Everts Erfurt GmbH, die älteste deutsche Kondomfabrik, und wurde damit führender Kondomhersteller in Europa (Produktionskapazität: 720 Millionen Kondome pro Jahr). Ein Jahr später erfolgte die Umwandlung in die Aktiengesellschaft condomi AG. condomi-Aktien werden seit 1999 gehandelt. Im Jahr 2001 stellte condomi 370 Millionen Kondome pro Jahr her. Neben dem eigenen Vertrieb über das Kölner Ladengeschäft kooperiert die Firma auch mit anderen Firmen, wie etwa der MCM Klosterfrau Vertriebs GmbH, die seitdem als nationaler Distributeur fungiert. Diese Kooperation ermöglicht condomi den Vertrieb über Apotheken, Drogeriemärkte und den Lebensmitteleinzelhandel in Deutschland. 
Im Jahr 2003 geriet die condomi AG in ernsthafte finanzielle Schwierigkeiten. Sie hatte zu diesem Zeitpunkt 450 Beschäftigte sowie Tochtergesellschaften in Österreich, Italien, Frankreich und im Vereinigten Königreich. Insgesamt ist condomi in über 50 Ländern vertreten. Eine bereits geplante Übernahme durch den Beate Uhse-Konzern platzte 2004. condomi wurde zum Sanierungsfall, und in Finanzkreisen wurde über eine bevorstehende Insolvenz spekuliert. 2005 gingen die Markenrechte sowie auch mehrheitlich die Produktionsstätte der condomi AG für 2,37 Millionen Euro an ihre polnische Tochterfirma Unimil. 2006 meldete diese, dass sie die 140 Arbeitsplätze in Erfurt erhalten und die Produktionskapazität auf etwa 900 Millionen Kondome pro Jahr steigern wolle. Die condomi-Aktie fiel währenddessen auf Pennystock-Niveau.
Anfang 2007 erwarb der australische Ansell-Konzern die gesamte polnische Unimil-Gruppe inklusive der condomi health international GmbH mit zugehörigen Markenrechten sowie die condomi erfurt produktionsgesellschaft mbH. Seitdem firmiert die deutsche condomi health international GmbH mit Sitz in Köln offiziell als Ansell GmbH.

## Insolvenzverfahren gegen die condomi AG 2007
Gegen die Aktiengesellschaft condomi AG wurde im Jahre 2007 ein Insolvenzeröffnungsverfahren eingeleitet. Die davon unabhängige condomi health international GmbH (hundertprozentige Tochter der polnischen Unimil) hingegen gab vor, die Markenrechte zu besitzen. Auch die Produktion in Erfurt war mehrheitlich ein Tochterunternehmen der Unimil. Es wurde vermutet, dass die condomi AG weiterhin mittelbar mit ca. 24 % an der Produktion in Erfurt beteiligt war. Ein vom Amtsgericht Köln bestellter Insolvenzgutachter prüfte, inwieweit die Übertragung von Wertgegenständen aus dem Vermögen der condomi AG auf die Unimil ohne einen Hauptversammlungsbeschluss wirksam erfolgte. Dabei ging es um die widerrechtliche Übertragung der Markenrechte, Vertriebsverträge, Anteile an Tochtergesellschaften – im Besonderen die condomi Produktionsgesellschaft in Erfurt – oder das Einzelhandelsgeschäft condomi. Der letzte Vorstand der condomi AG, Tadeusz Sobierajski aus Polen, war im Anschluss an den Insolvenzantrag für den vom Amtsgericht Köln bestellten Gutachter nicht zu erreichen.
Die Börsenzulassung wurde zum Ende des Jahres 2010 im Auftrag des Insolvenzverwalters widerrufen.